# إميل كوست
إميل كوست (بالفرنسية: Émile Coste) (2 فبراير 1862 - 7 يوليو 1927) كان مبارزة فرنسي شارك في المبارزة في دورة الألعاب الأولمبية الصيفية 1900 في باريس وحصل على الميدالية الذهبية في منافسة المبارز بسيف الشيش،  هزم زميله المبارز الفرنسي هنري ماسون في المباراة النهائية.

## روابط خارجية
- إميل كوست على موقع أوليمبيديا (الإنجليزية)